# Softball na Letnich Igrzyskach Olimpijskich 2004
Softball na XXVIII Letnich Igrzysk Olimpijskich w Atenach rozegrany został w hali Helliniko Olympic Complex. W tej konkurencji startowały tylko kobiety.

## Przebieg turnieju
Zasadnicza część turnieju odbywała się systemem kołowym. Pierwsza i druga drużyna w tabeli starły się w pierwszym półfinale – USA wygrało 5:0 z Australią. W drugim wystąpiły drużyny trzecia i czwarta, Japonia wygrała w nim 1:0 z Chinami. Następnie przegrany pierwszego półfinału, Australia zwyciężyła 3:0 z Japonią i zapewniła tym sobie występ w wielkim finale, gdzie uległa 5:1 Stanom Zjednoczonym.

## Medalistki
| Lp. | Państwo           | Zawodniczki |
| --- | ----------------- | --- |
| 1   | Stany Zjednoczone | Leah O’Brien-Amico, Laura Berg, Crystl Bustos, Jaime Clark, Lisa Fernandez, Jennie Finch, Tairia Flowers, Amanda Freed, Nicole Giordano, Lori Harrigan, Lovieanne Jung, Kelly Kretschman, Lauren Lappin, Jessica Mendoza, Stacy Nuveman, Catherine Osterman, Jenny Topping, Natasha Watley |
| 2   | Australia         | Sandra Allen, Marissa Carpadios, Fiona Crawford, Amanda Doman, Peta Edebone, Tanya Harding, Natalie Hodgskin, Zara Mee, Simmone Morrow, Tracey Mosley, Stacey Porter, Melanie Roche, Natalie Titcume, Natalie Ward, Brooke Wilkins, Kerry Wyborn                                           |
| 3   | Japonia           | Emi Inui, Kazue Ito, Masumi Ishina, Emi Naito, Haruka Saito, Hiroko Sakai, Naoko Sakamoto, Rie Sato, Yuki Sato, Juri Takayama, Yukiko Ueno, Reika Utsugi, Eri Yamada, Noriko Yamaji |

## Klasyfikacja końcowa
| Miejsce | Państwo           |
| ------- | ----------------- |
| 1.      | Stany Zjednoczone |
| 2.      | Australia         |
| 3.      | Japonia           |
| 4.      | Chiny             |
| 5.      | Kanada            |
| 6.      | Chińskie Tajpej   |
| 7.      | Grecja            |
| 8.      | Włochy            |